# Sirenetta
La sirenetta è un personaggio immaginario, protagonista dell'omonima fiaba di Hans Christian Andersen.

## Storia originale
La Sirenetta vive sul fondo del mare con suo padre, il Re del Mare, rimasto vedovo, sua nonna, e cinque sorelle maggiori. A quindici anni, secondo la tradizione delle sirene, le viene concesso di nuotare fino in superficie per guardare il mondo sopra il mare. La Sirenetta ha così modo di osservare una nave comandata da un bellissimo principe, di cui s'innamora. La nave viene travolta da una terribile tempesta, ma la Sirenetta riesce a salvarlo e portarlo in salvo su una spiaggia vicino a un tempio; il principe ha perso conoscenza e non ha modo di vederla. La Sirenetta passa i giorni che seguono sospirando e sognando di lui, e desiderando di avere un'anima immortale  come gli esseri umani; il suo destino di sirena, infatti, è quello di dissolversi in schiuma marina. Alla fine, si reca dalla Strega del Mare, che la convince a rinunciare alla sua bella voce, in cambio di una pozione che trasformerà la sua coda di pesce in due gambe come gli umani; inoltre nel camminare sarà come essere trapassata dai coltelli, per cui non potrà più tornare ad essere una sirena. Però se il principe s'innamorerà di lei e la sposerà, la Sirenetta otterrà un'anima immortale; se sposerà un'altra, al sorgere del sole dopo le nozze la Sirenetta morirà e si trasformerà in schiuma di mare. La Sirenetta beve la pozione ed incontra il principe, che è attratto dalla bellezza e dalla grazia della fanciulla. La Sirenetta, purtroppo, non può parlare, per cui l'affetto del principe per lei non si trasforma in vero amore. Un giorno il principe si reca in un regno vicino in cerca di una moglie. Si scopre che la figlia del re di quel regno è una ragazza che aveva trovato il principe sulla spiaggia dopo il naufragio. Il principe si ricorda di lei come di colei che l'aveva salvato, se ne innamora e presto le nozze vengono annunciate. La Sirenetta è disperata. Quando giunge la notte di nozze, le sue sorelle le consegnano un pugnale magico acquistato per lei dalla Strega del Mare in cambio dei loro capelli. Se la Sirenetta, con quel pugnale, ucciderà il principe e bagnerà i propri piedi col suo sangue, prima del sorgere del sole, potrà sopravvivere e tornare ad essere una sirena. La Sirenetta, per via dell'amore che prova per il principe, si rifiuta di ucciderlo, e, al sorgere del sole si lancia in mare, dissolvendosi in schiuma. La sua bontà viene però premiata; anziché morire, la Sirenetta diventa una figlia dell'aria, un essere invisibile, con la promessa di ottenere un'anima e volare in Paradiso dopo 300 anni di buone azioni. Per ogni bambino buono che riuscirà a trovare le verrà risparmiato un anno di attesa; per ogni bambino cattivo invece piangerà, e aggiungerà un giorno per ogni lacrima.

## Adattamenti

### Film
- The Daydreamer (1966): doppiata da Hayley Mills
- La Sirenetta - La più bella favola di Andersen (Andersen Dōwa - Ningyo Hime) (1975): doppiata in originale da Fumie Kashiyama e in italiano da Rosalinda Galli (primo doppiaggio) e Monica Ward (secondo doppiaggio)
- La sirenetta (Rusalochka) (1976): interpretata da Viktoriya Novikova
- La piccola ninfa di mare (Malá mořská víla) (1976): interpretata da Miroslava Šafránková
- Splash - Una sirena a Manhattan (Splash) (1984): interpretata da Daryl Hannah, doppiata in italiano da Simona Izzo
- La sirenetta (The Little Mermaid) (1989)
- La sirenetta (The Little Mermaid) (1992): doppiata in italiano da Claudia Penoni
- La sirenetta II - Ritorno agli abissi (The Little Mermaid II: Return to the Sea) (2000)
- Rusalka (2007): interpretata da Mariya Shalaeva
- La sirenetta - Quando tutto ebbe inizio (The Little Mermaid: Ariel's Beginning) (2008)
- La sirenetta (The Little Mermaid) (2023)

### Serie televisive
- Le grandi fiabe raccontate da Shirley Temple (Shirley Temple's Storybook) (1961): interpretata da Shirley Temple
- Le fiabe di Andersen (Anderusen Monogatari) (1971): doppiata in originale da Michiko Hirai e in italiano da Gabriella Pochini
- Una sirenetta fra noi (Maho no Mako-chan) (1970): doppiata in originale da Kazuko Sugiyama e in italiano da Rossella Acerbo
- Nel regno delle fiabe (Shelley Duvall's Faerie Tale Theatre) (1987): interpretata da Pam Dawber
- Una sirenetta innamorata (Ningyo Hime Marina no Boken) (1991): doppiata in originale da Yuri Shiratori e in italiano da Stella Musy
- La sirenetta - Le nuove avventure marine di Ariel (Disney's The Little Mermaid: TV Series) (1992)
- Le fiabe più belle (Anime Sekai no Dowa) (1995): doppiata in originale da Yuka Koyama e in italiano da Debora Magnaghi
- The Fairytaler (Der var engang...) (2003): doppiata in italiano da Letizia Ciampa
- C'era una volta (Once Upon a Time) (2011): interpretata da Joanna García, doppiata in italiano da Valentina Favazza
- Le più belle fiabe dei fratelli Grimm (Sechs auf einen Streich) (2013): interpretata da Zoe Moore
- Simsalagrimm
- Regal Academy